# Zygote (tijdschrift)
Zygote is een internationaal, aan collegiale toetsing onderworpen wetenschappelijk tijdschrift op het gebied van de celbiologie, ontwikkelingsbiologie en de voortplanting. Het wordt uitgegeven door Cambridge University Press en verschijnt 4 keer per jaar.